# Рашеви (Яроцинський повіт)
Рашеви (пол. Raszewy, нім. Vorland) — село в Польщі, у гміні Жеркув Яроцинського повіту Великопольського воєводства.
Населення — 725 осіб (2011).
У 1975-1998 роках село належало до Каліського воєводства.

## Демографія
Демографічна структура станом на 31 березня 2011 року:
|          | Загалом | Допрацездатний вік | Працездатний вік | Постпрацездатний вік |
| -------- | ------- | ------------------ | ---------------- | -------------------- |
| Чоловіки | 373     | 73                 | 269              | 31                   |
| Жінки    | 352     | 58                 | 232              | 62                   |
| Разом    | 725     | 131                | 501              | 93                   |